# Leucocoryne ungulifera
Leucocoryne ungulifera là một loài thực vật có hoa trong họ Amaryllidaceae. Loài này được Ravenna mô tả khoa học đầu tiên năm 2004.